# Thismiaceae
Las tismiáceas (nombre científico Thismiaceae) son una familia de plantas monocotiledóneas, pequeñas y raras, micoheterotróficas, tropicales y subtropicales de todo el mundo. Son hierbas sin clorofila, que pueden ser reconocidas por sus flores distintivas. Las flores son usualmente solitarias y terminales, los tépalos externos son muchas veces bastante diferentes de los internos, usualmente hay un anillo rodeando la amplia garganta, los estambres son inflejos, o al menos forman un cono en el centro de la flor, y el ovario es ínfero. Las flores pueden parecer "gelatina, o quizás un grupo de honguitos". Algunas son muy pequeñas, y actualmente se están describiendo muchos nuevos géneros y especies. La familia fue reconocida por sistemas de clasificación modernos como el APWeb (2001 en adelante), si bien el sistema de clasificación APG III del 2009 incluye esos géneros dentro de un Burmanniaceae sensu lato, pero según el APWeb a enero del 2011, los análisis del ADN del núcleo y de las mitocondrias establecen que las familias deben estar separadas para mantenerse monofiléticas.

## Filogenia
La familia es reconocida por varios autores (como Chase et al. 1995, 2000, Caddick et al. 2000a, 2000b Neyland 2002, Thiele y Jordan 2002, Merckx et al. 2006 y Woodward et al. 2007, pero también ha sido incluida en Burmanniaceae como tribu  Thismieae (Maas-van de Kamer en Kubitzki y otros).
Los estudios de Merckx et al. (2006) basados en datos nucleares y mitocondriales sugieren fuertemente que Burmanniaceae sensu stricto (como aquí definida) y Thismiaceae no forman un clado. Este estudio, con un muestreo exhaustivo de estos dos taxones (aunque sin "outgroup" a Dioscoreales), muestra relaciones de parentesco sustancialmente diferentes de las de Caddick et al. (2002a, 2002b). Las relaciones encontradas en el árbol de Caddick et al. (2002a) fueron dominadas por los datos del cloroplasto, pero como estos dos taxones son principalmente micoheterotróficos, tienen secuencias en los plástidos muy divergentes. Por eso estos taxones micoheterotróficos han causado problemas. Geomitra (Thismiaceae), apareció sin ninguna duda junto con algunas Burmanniaceae en algunos análisis (Caddick et al. 2002a), mientras que en análisis del genoma mitocondrial los miembros de Burmanniaceae sensu lato (es decir, incluyendo a Thismiaceae) aparecían en dos órdenes diferentes (G. Petersen et al. 2006b).

## Taxonomía
El APG de 1998 reconocía a la familia, luego el APG II del 2003 como el APG III (2009) la incluyeron en Burmanniaceae, pero el APWeb (2001 en adelante) a enero del 2001 aún decide separarlas de nuevo, dados los resultados de los análisis moleculares de ADN del núcleo y las mitocondrias.
Como aquí circunscripta, la familia consiste en cinco géneros descriptos hasta ahora (enero del 2009), tres (Afrothismia, Haplothismia y Oxygyne) son del Viejo Mundo, Thismia es de las regiones tropicales de América y Asia, con tres especies de temperaturas templadas en Illinois (U.S.A), Japón, Nueva Zelanda, Australia y Tiputinia es de la Amazonia.
El género más representado es Thismia con 35 especies.
Los géneros, conjuntamente con su publicación válida, distribución y número de especies se listan a continuación (según el Royal Botanic Gardens, Kew, a enero del 2009):
- Afrothismia Schltr., Bot. Jahrb. Syst. 38: 138 (1906). Oeste-centro y este de África tropical.
- Haplothismia Airy Shaw, Kew Bull. 7: 277 (1952). Sur de India.
- Oxygyne Schltr., Bot. Jahrb. Syst. 38: 140 (1906). Camerún, Sur de Japón a Nansei-shoto.
- Thismia Griff., Proc. Linn. Soc. London 1: 221 (1845). Asia tropical a Japón, E. y SE. de Australia a Nueva Zelanda, Norte-centro de U.S.A., Costa Rica a América subtropical.

En esa lista falta Tiputinia, descripta en el 2007 y anidada en esta familia.